# 大鰭美洲鱥
大鰭美洲鱥（學名：Pteronotropis grandipinnis），為輻鰭魚綱鯉形目雅羅魚科的其中一個種，分布北美洲美國喬治亞州、阿拉巴馬州、佛羅里達州的阿帕拉契河流域，本魚體呈橢圓形且側扁，體側有一條藍黑色縱紋，側線有33至42個鱗片，尾鰭有一個V字形黑色斑，繁殖期的雄魚臀鰭上可以發現黃色邊緣，背鰭軟條7-9枚、臀鰭軟條8-12枚，體長可達5.3公分，棲息在沙泥底質的溪流，生活習性不明。

## 扩展阅读
維基物種上的相關：大鰭美洲鱥